# Carlyon-Gletscher
Der Carlyon-Gletscher ist ein großer Gletscher an der Hillary-Küste der antarktischen Ross Dependency. Er fließt in ostsüdöstlicher Richtung vom östlichen Firnfeld des Mill Mountain in den Cook Mountains zum Ross-Schelfeis, das er am Kap Murray erreicht. 
Erstmals kartografisch erfasst wurde er während der Commonwealth Trans-Antarctic Expedition (1955–1958). Das New Zealand Antarctic Place-Names Committee benannte ihn nach dem neuseeländischen Geodäten Roy Albert Carlyon (1932–1980), einem Teilnehmer der Expedition.